# Епархия Чантхабури

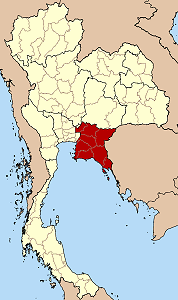
Карта епархии Чантхабури

Епархия Чантхабури (лат. Dioecesis Chanthaburiensis) — епархия Римско-Католической церкви с центром в городе Чантхабури, Таиланд. Епархия Чантхабури входит в митрополию Бангкока и распространяет свою юрисдикцию на территорию провинций Чантхабури, Чонбури, Прачинбури, Районг, Сакэу, Трат, часть территории провинций Чаченгсау и Накхоннайок. Кафедральным собором епархии Чантхабури является церковь Непорочного Зачатия Пресвятой Девы Марии.

## История
11 мая 1944 года Римский папа Пий XII издал буллу «Quo in Thailändensi», которой учредил апостольский викариат Чантабури, выделив его из апостольского викариата Бангкока (сегодня — Архиепархия Бангкока).
18 декабря 1965 года Римский папа Павел VI издал буллу «Qui in fastigio», которой преобразовал апостольский викариат Чантабури в епархию.
2 июля 1969 года епархия Чантабури была переименована в епархию Чантхабури.

## Ординарии епархии
- епископ Джеймс-Луи Ченг (11.05.1944 — 14.04.1952);
- епископ Франциск Ксаверий Сангун Суваннасри (8.01.1953 — 3.04.1970);
- епископ Лаврентий Тхиенчай Саманчит (3.07.1971 — 4.04.2009);
- епископ Сильвио Сирипонг Чаратсри (4.04.2009 — по настоящее время).

## Источник
- Annuario Pontificio, Libreria Editrice Vaticana, Città del Vaticano, 2003, ISBN 88-209-7422-3
- Булла Quo in Thailändensi, AAS 37 (1945), стр. 305 (лат.)
- Булла Qui in fastigio (лат.)